# Заславський Євген Львович
Євген Львович Заславський (*20 травня 1920, Олександрія — †2007, Мінськ) — радянський і білоруський архітектор. Один з авторів генерального плану Мінська 1964 р. Професор архітектури БНТУ, заслужений архітектор Білорусі (1980).

## Біографічні відомості
Євгеній Заславський народився в Олександрії у єврейські родині.	У 1949 р. закінчив Московський архітектурний інститут. З 1949 р. призначений старшим архітектором, потім начальником відділу планування та забудови Мінська в Комітеті у справах архітектури при Раді Міністрів БРСР. З 1953 р. Заславський став керівником майстерні об'ємного проектування Мінміськпроекту. У 1962 р. його було призначено першим заступником головного архітектора Мінська. Також у цьому році Заславський став викладачем Білоруського політехнічного інституту. В подальшому він став його професором. З 1972 р. — головний архітектор Мінськпроекту. З 1973 р. — головний архітектор майстерні районного планування Мінської філії ЦНДІПмістобудування. З 1978 р. — керівник відділу центрів міст наукового відділення БілНДІПмістобудування. У [1980] р. йому було присвоєно звання «Заслужений архітектор БРСР».

## Роботи
Заславський був учасником створення проектів таких об'єктів:
- міст через Двіну (Вітебськ, 1951)
- Будинок Товариства дружби і культурних зв'язків з закордоном (1956)
- генеральний план Мінська (1964)
- житловий масив Чижовка (1964)
- багатоповерхових житлових будинків і ряду комплексів

## Особисте життя
Дружина Заславського — заслужений архітектор Білорусі Ольга Борисівна Ладигіна — також учасниця Великої Вітчизняної війни і випускниця Московського архітектурного інституту, корінна мінчанка.